# تاج المجر المقدس

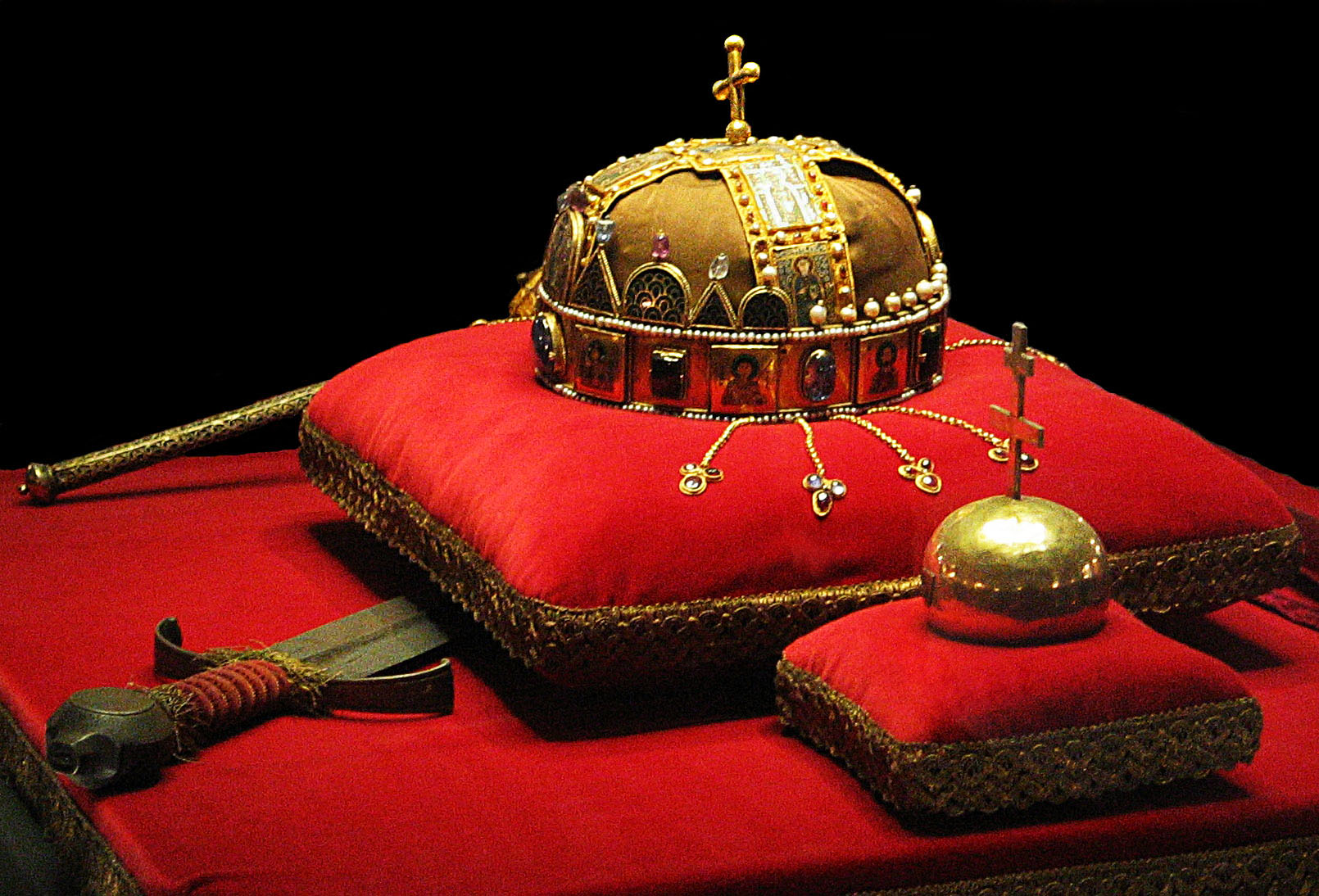
تاج المجر المقدس

كان تاج المجر المقدس (بالمجرية:  Magyar Szent Korona)، المعروف أيضًا بتاج القديس ستيفين، التاج المُستخدم للتتويج من قِبل مملكة المجر خلال الجزء الأكبر من وجودها؛ توِّج الملوك به منذ القرن الثاني عشر. كانت أراض التاج المجري تابعة للتاج (كان يُقصد بساكرا كورونا الأرض، الحوض الكارباثي، لكنه عنى أيضًا كيان التتويج). لم يُعتبر أي ملكٍ للمجر شرعيًا بحق دون التتويج به. في تاريخ المجر، توّج أكثر من خمسين ملك به، حتى آخر ملك، كارل الرابع، عام 1916. الملوك الوحيدين الذين لم يُتوجوا به هم فلاديسلاف الأول، وجون زابوليا، وسيغزموند زابوليا، وجوزيف الثاني.
قطعُ المينا المزخرفة على التاج هي عمل بيزنطي بكاملها أو إلى حد كبير منها، يُفترض أنها صُنعت في القسطنطينية في سبعينيات القرن الحادي عشر. قُدم التاج من قِبل الإمبراطور البيزنطي مايكل السابع دوكاس إلى ملك المجر غيزا الأول؛ رُسم كلاهما وذُكر اسماهما  بالإغريقية على صفائح المينا في القسم السفلي من التاج. هو أحد التاجين البيزنطيين المعروفين الباقيين، الآخر هو تاج مونوماخا، السابق له، يوجد أيضًا في بودابست، في المتحف الوطني المجري. على أي حال، لربما كان لتاج مونوماخا خاصية أخرى، ولربما أُعيد تصميم التاج المقدس، ويرتكز على مكونات أتت من مصادر مختلفة. يتباين التاريخ الذي تعود إليه الهيئة الحالية للتاج المقدس، لكنه أُعد على الأغلب نحو أواخر القرن الثاني عشر. تتألف رموز التتويج المجري من التاج المقدس، الصولجان، الكرة، العباءة. يوجد على الكرة شعار نبالة كارل الأول ملك المجر (1310 – 1342). كان يُعتقد في التقليد الشعبي بأن التاج المقدس أقدم من ذلك، يعود إلى زمن ملك المجر الأول، ستيفين، الذي تُوج عام 1000/1001.
دُعي لأول مرة بالتاج المقدس عام 1256. خلال القرن الرابع عشر، جاءت السلطة الملكية لكي تُمثَّل ليس بمجرد تاجٍ، بل بشيء ذو خاصية معينة: التاج المقدس. عنى هذا أيضًا أن مملكة المجر كانت دولة خاصة: لم يكونوا يبحثون عن تاج لتنصيب ملك، بل كانوا يبحثون عن ملكٍ للتاج؛ كما كتب حارس التاج بيتر ريفاي. بيّن أيضًا أن «التاج المقدس يُمثّل للمجريين ما يمثله التابوت المفقود للشعب اليهودي».
منذ عام 2000، يُعرض التاج المقدس في قاعة دوميد المركزية في مبنى البرلمان المجري.

## المواصفات
- شكل التاج إهليلجي (العرض 203.9 مم، الطول 215.9 مم) وأكبر من رأس إنسان (سليم). خلال التتويج، كان على الملك ارتداء بطانة جلدية داخل التاج، صُنعت لتلائمه.
- وزن التاج 2056 غرام.
- تختلف نسبة خليط سبائك الفضة والذهب بين الجزأين العلوي والسفلي للتاج.
- الجزء السفلي من التاج غير متناظر. [5]

## مُعتقد القدسية
كما هو الحال مع كل التيجان المسيحية الأوروبية، فإنه يرمز إلى هالة ويدل بذلك إلى أن مرتديه يحكم بالحق الإلهي. وفقًا للموروث الشعبي، رفع القديس ستيفين الأول التاج قبل وفاته (في العام 1038) ليقدمه إلى مريم العذراء ليبرم عقدًا بينها وبين التاج الإلهي. بعد هذا، صُوّرت مريم ليس كباترونا (قديسة راعية) فحسب لمملكة المجر بل أيضًا كريجينا (أي «ملكة»). كان من المفترض أن يمد هذا العقد التاج بقوة إلهية ليساعد ملوك المجر المستقبليين، وساعد فعلًا بتعزيز النظام السياسي بناءً على «مُعتقد التاج المقدس» المزعوم.
شرح بيتر ريفاي، حارس للتاج، هذا المُعتقد في عَمَلَيه تفسير لتاج مملكة المجر المقدس، نُشر في آوغسبورغ، عام 1613، وحول المَلًكية وتاج المجر المقدس، فرانكفورت، 1659. كان في لب هذا المُعتقد فكرة أن التاج بذاته مُشخّص وبوصفه كيان اعتباري فإنه مماثل لدولة المجر. يتفوق على الملك الحاكم، الذي يحكم «باسم التاج».